# Leif Kobbelt
Leif Kobbelt (* 12. Dezember 1966 in Köln) ist deutscher Professor für Informatik mit dem Spezialgebiet Computergrafik. Er ist seit 2001 Inhaber des Lehrstuhls für Computergraphik, Multimedia und Computer Vision an der RWTH Aachen.

## Leben und Wirken
Nach dem Diplom (1992) und der Promotion (1994) im Fach Informatik an der Universität Karlsruhe (heute Karlsruher Institut für Technologie) waren seine akademischen Stationen an der University of Wisconsin in Madison (USA), an der Universität Erlangen-Nürnberg und dem Max-Planck Institut für Informatik in Saarbrücken, bevor er mit 33 Jahren einen Ruf auf einen Lehrstuhl an der RWTH Aachen erhielt. Dort baute er seit 2001 eine der im Bereich der Computergrafik international führenden Forschungsgruppen auf, die 2015 zur Gründung des Visual Computing Instituts führte.
Seine Forschungsinteressen liegen in den Bereichen 3D-Rekonstruktion (von einfachen Objekten über Innenräume und Hallen bis hin zu ganzen Städten), effiziente Geometrieverarbeitung (Erzeugung, Modifikation und Optimierung von 3D-Modellen für Freiform-Design, Quad-Mesh Generierung, CAD/CAM, numerische Simulation und Rapid Prototyping), Echtzeit-Bilderzeugung (für wissenschaftliche Visualisierung oder auch Computerspiele), Digitale Fabrikation und Mobile Multimedia-Anwendungen. Er hat zahlreiche einflussreiche wissenschaftliche Artikel in internationalen Fachzeitschriften und -Konferenzen veröffentlicht und ist als Berater, Gutachter und Herausgeber für einige internationale Firmen, Forschungsorganisationen und Zeitschriften tätig.
Für seine Forschungsarbeit hat er eine Reihe renommierter Preise erhalten, wie den Heinz-Maier-Leibnitz Preis 2000, den Eurographics Outstanding Technical Contribution Award 2004, den Günther Enderle Award (1999 und 2012), den ERC Advanced Grant 2013 und den Gottfried-Wilhelm-Leibniz-Preis 2014. Er wurde zum Fellow der Eurographics Association (2008), zum Distinguished Professor der RWTH (2013) und zum RWTH Fellow (2019) ernannt. Im Jahr 2015 wurde er als Mitglied in die Academia Europaea aufgenommen und 2016 in die Nordrhein-Westfälische Akademie der Wissenschaften und der Künste.
Über seinen Einsatz in der universitären Lehre hinaus engagiert sich Leif Kobbelt intensiv für die Vermittlung wissenschaftlicher Themen in einer breiteren Öffentlichkeit.